# Strega
Strega (på italienska Liquore Strega) är en italiensk örtlikör. Den tillverkas sedan 1860 av S.A. Distilleria Liquore Strega i Benevento i södra Italien. Den intensivt gula och söta likören har en särpräglad doft och smak, och är tänkt som avec (den dricks alltså normalt efter maten). Strega innehåller 40 % alkohol. 
På italienska betyder Strega "häxa", och likören kallas ibland "the witch" i engelsktalande länder. 

## Innehåll och smak
Strega liknar Galliano till färgen, men smaken och doften är mindre dominerad av anis. Receptet på Strega är hemligt, men likören sägs innehålla ett sjuttiotal ingredienser, däribland fänkål, mynta och saffran (vilket bidrar till den kraftigt gula färgen). Smaken och doften är mycket kraftig och särpräglad, varför Strega sällan ingår i drinkrecept. Däremot används den ibland till att smaksätta kakor, exempelvis torta caprese.

## Övrigt
Italiens mest prestigefulla litteraturpris Premio Strega (Stregapriset), grundades 1947 av den dåvarande ägaren till Strega, Guido Alberti, tillsammans med dennes vänner Maria Bellonci och hennes man Goffredo.
I populärkulturen finns det gott om referenser till Strega i samband med berättelser om den italienska maffian.[källa behövs]